# Septicflesh
Septicflesh (früher bekannt als Septic Flesh) ist eine Band aus Athen, Griechenland. Stilistisch verbindet sie technischen Death Metal mit atmosphärischen Gothic-Metal-Elementen. Seit ihrer Wiedervereinigung 2007 arbeiten sie für ihre Alben mit dem Orchester der Prager Philharmoniker zusammen.

## Geschichte
Die Band wurde im März 1990 gegründet und veröffentlichte 1991 das Demo Forgotten Path, dem im Dezember desselben Jahres die EP Temple of the Lost Race folgte. Eine Promokassette, die neben zwei Titeln der EP das Stück Morpheus (The Dreamlord) enthielt, führte zu einem Vertrag mit Holy Records.
Im April 1994 nahm die Band ihr erstes Album Mystic Places of Dawn im Storm-Studio mit Magus Wampyr Daoloth von Necromantia als Koproduzenten auf. Der Titel Return to Carthage wurde auch auf der Nuclear-Blast-Kompilation Death Is Only the Beginning III veröffentlicht. Im Juni 1995 erschien Esoptron und im Mai 1997 Ophidian Wheel, das (ebenso wie später das Album A Fallen Temple) im Praxis-Studio mit Lambros Sfyris als Koproduzenten entstand.
Nachdem die Band Natalie Rassoulis und neoklassische Einflüsse aufnahm, wurden ihre neuen Stücke theatralischer und technischer. Im September 1998 erschien der erste Videoclip der Band, The Eldest Cosmonaut, auf der limitierten Veröffentlichung The Eldest Cosmonaut (D.N.A. Chorozone), die aus einer Videokassette und einer Vier-Track-CD bestand.
Im Juni 1999 wurde in den Fredman-Studios mit dem Produzenten Fredrik Nordstrom Revolution DNA aufgenommen, das im Oktober 1999 erschien. Um ihre Karriere zu fördern, arbeitete die Band mit Harvest Management, um eine neue Plattenfirma zu finden. 2001 unterschrieb Septic Flesh bei Hammerheart Records und nahm im Sommer 2002 in den Fredman-Studios Sumerian Daemons auf. Auf diesem Album sind wieder ältere Einflüsse zu hören. 2003 löste sich Septic Flesh auf, wurde aber 2007 unter dem Namen Septicflesh neu gegründet. Im selben Jahr begann die Band mit der Arbeit am sechsten Album, das 2008 unter dem Titel Communion über Season of Mist veröffentlicht wurde. Auch die beiden folgenden Alben Titan und Codex Omega wurden über Season of Mist veröffentlicht. Seit August 2018 steht die Band bei Nuclear Blast unter Vertrag. Im Februar 2019 spielten Septicflesh ihren ersten Live-Auftritt mit vollem Orchester und Chor in einer ausverkauften Vorstellung im Metropolitan Theater von Mexiko. Die Show wurde aufgezeichnet und im Juli 2020 über Season of Mist als erstes offizielles Live-Album der Band unter dem Titel Infernus Sinfonica MMXIX im Audio- und Videoformat veröffentlicht.

## Bandmitglieder

Septicflesh, live auf dem With Full Force 2018
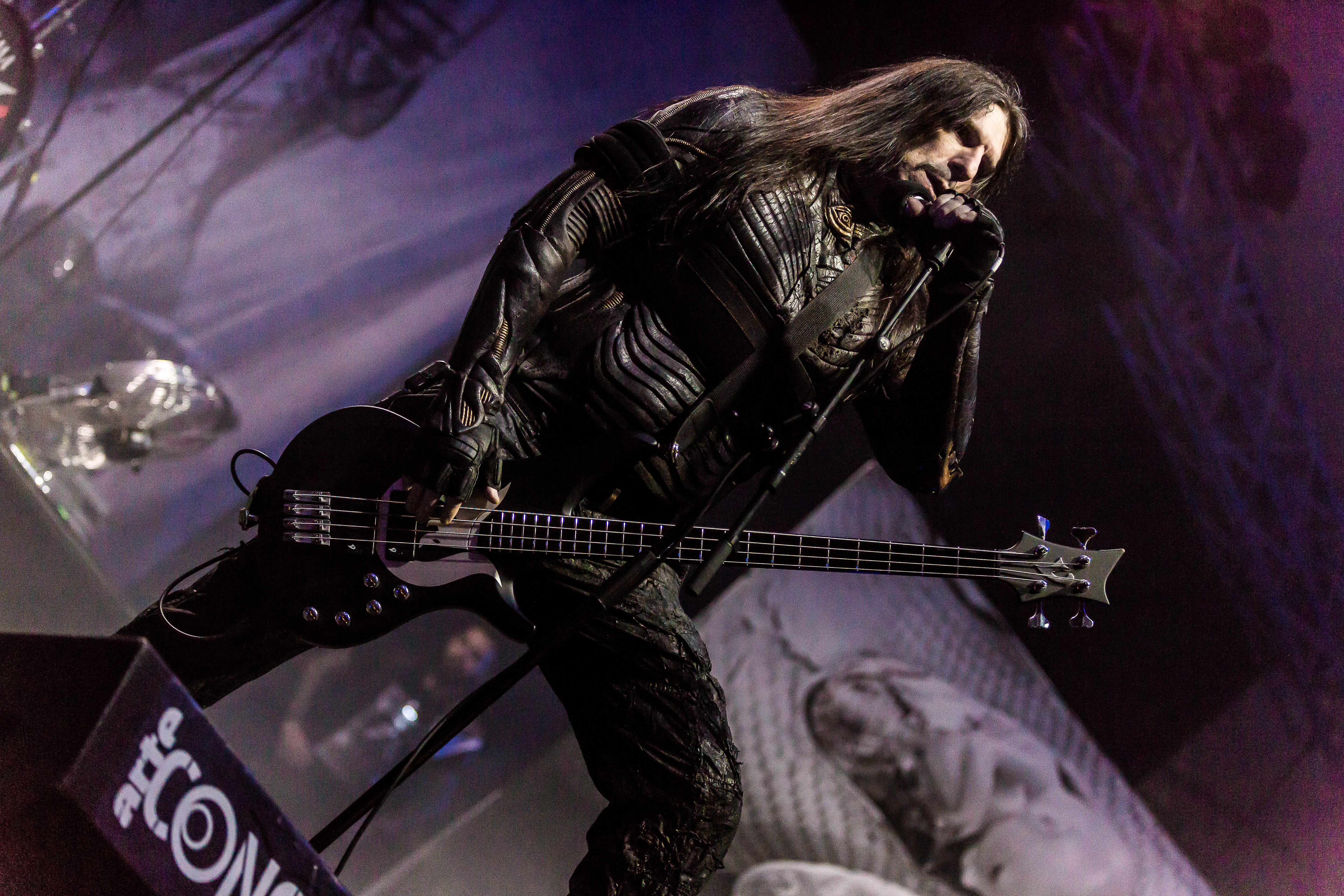
Sänger und Bassist Spiros Antoniou
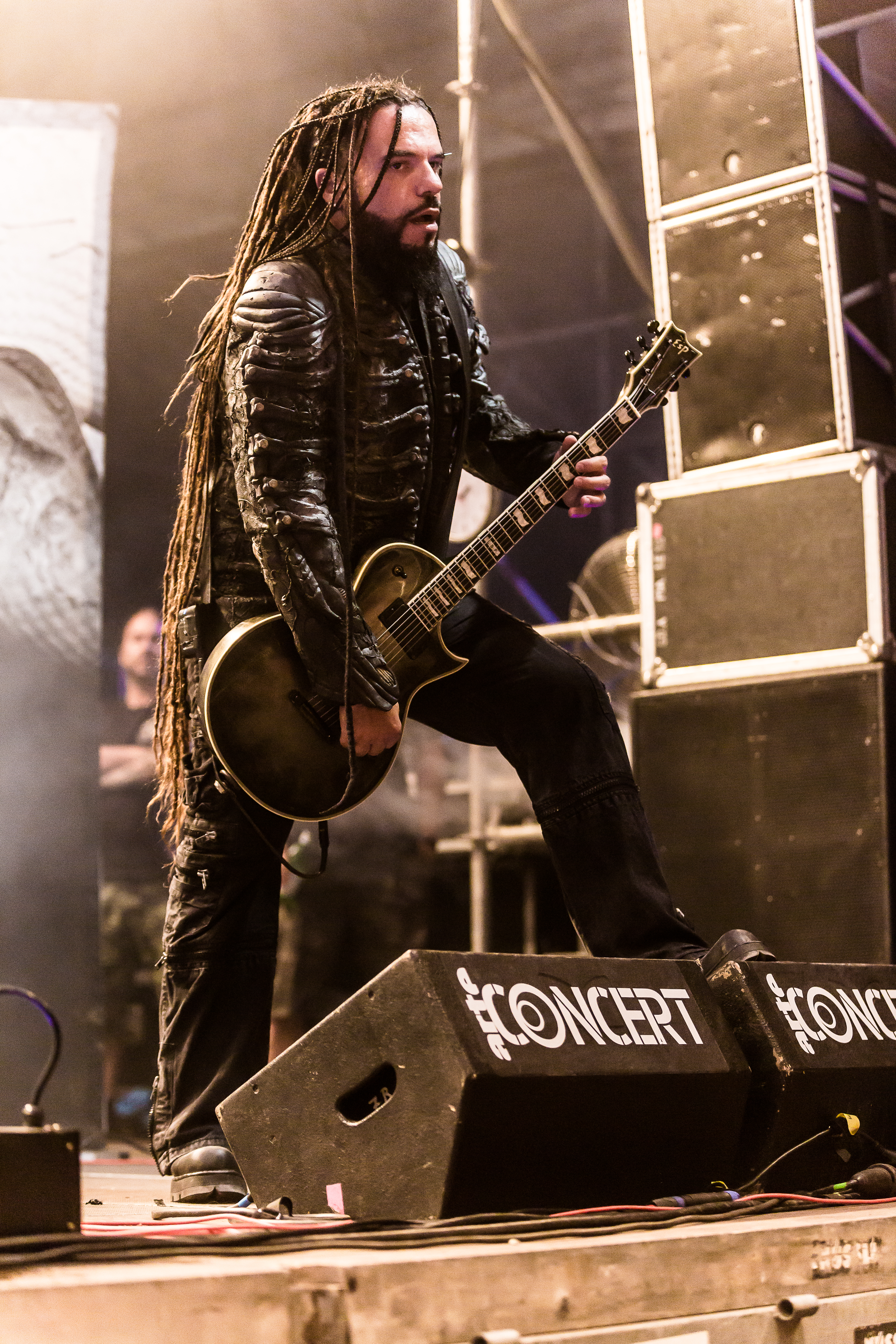
Lead-Gitarrist Christos Antoniou
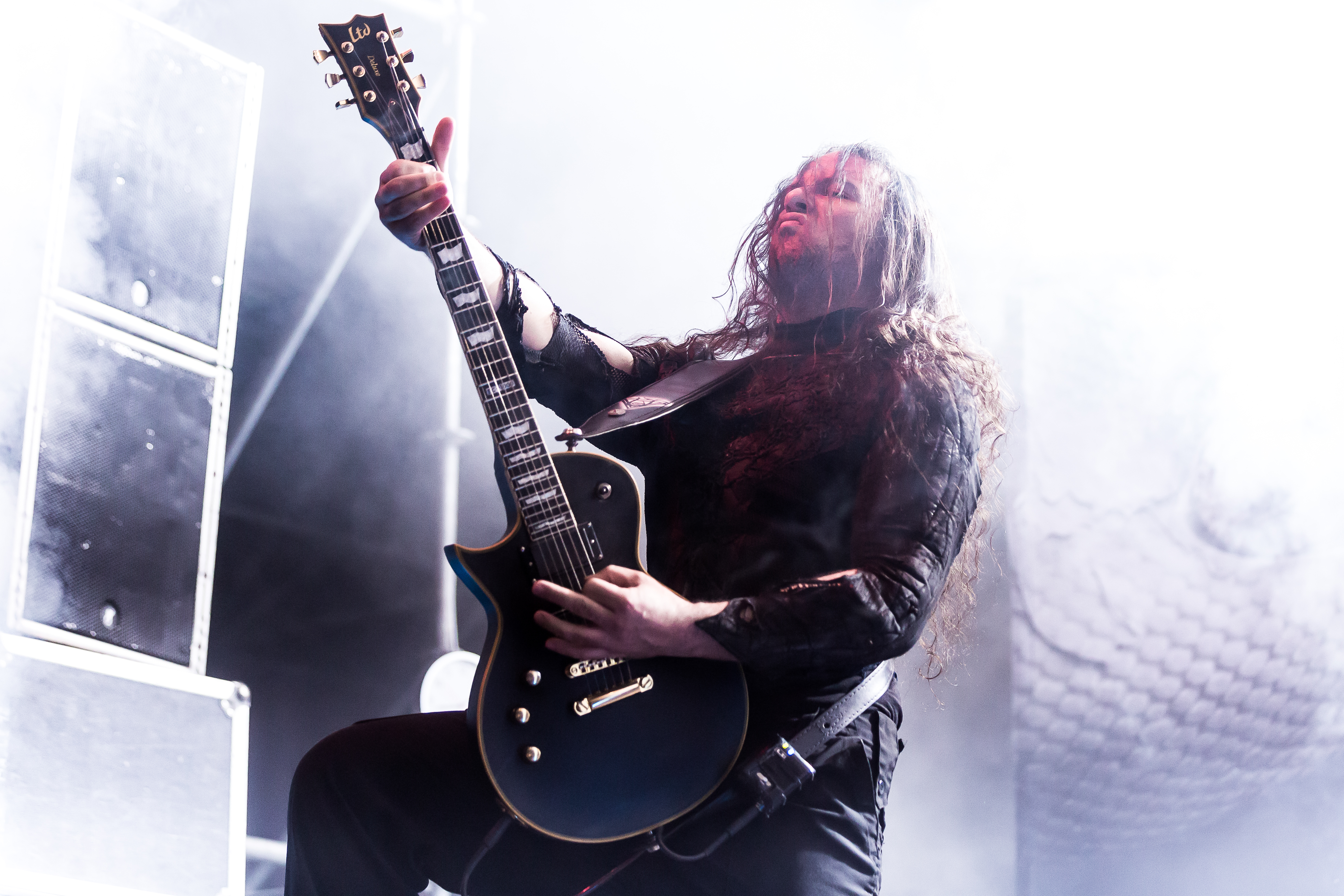
Tour-Gitarrist Dinon Prassas

## Diskografie

### Studioalben
- 1994: Mystic Places of Dawn (Holy Records, Season of Mist)
- 1995: Esoptron (Holy Records, Season of Mist)
- 1997: Ophidian Wheel (Holy Records, Season of Mist)
- 1998: A Fallen Temple (Holy Records, Season of Mist)
- 1999: Revolution DNA (Holy Records)
- 2003: Sumerian Daemons (Hammerheart Records)
- 2008: Communion (Season of Mist)
- 2011: The Great Mass (Season of Mist)
- 2014: Titan (Season of Mist, Prosthetic Records, Ward Records)
- 2017: Codex Omega (Season of Mist, Prosthetic Records, Ward Records)
- 2022: Modern Primitive (Nuclear Blast)

### Livealben
- 2020: Infernus sinfonica MMXIX (Season of Mist)

### EPs
- 1991: Temple of the Lost Race (Black Power Records)
- 1997: The Eldest Cosmonaut (Holy Records)

### Demos
- 1991: Forgotten Path (Eigenvertrieb)

### Beiträge auf Kompilationen (Auswahl)
- 1994: Return To Carthage auf Death ...Is Just The Beginning III (Nuclear Blast)
- 1995: Burning Phoenix auf My Deamy Woods Compilation Vol.1 (Dawn of Sadness)
- 1997: Geometry In Static auf Withered Autumnal Leaves (Dream Union Tapes)
- 1998: The Last Time auf As We Die For...Paradise Lost (Holy Records)
- 2008: Lovecraft's Death auf Dagoba - Face The Colossus (Season of Mist)

## Musikvideos
- 2015: Prometheus (Regie/Produktion: Jon Simvonis / Arctosfilms SA)
- 2017: Portrait of a Headless Man (Regie/Produktion: Jon Simvonis / Arctosfilms SA)
- 2018: Martyr (Regie/Produktion: Jon Simvonis / Arctosfilms SA)